# Edmunds Sprūdžs
Edmunds Sprūdžs (ur. 21 czerwca 1980 w Rydze) – łotewski ekonomista i polityk, kandydat na urząd premiera w wyborach parlamentarnych w 2011. Poseł na Sejm, w latach 2011–2013 minister ochrony środowiska i rozwoju regionalnego w rządzie Valdisa Dombrovskisa.

## Życiorys
Edmunds Sprūdžs urodził się i wychował w Rydze. Jego rodzice, zawodowi skrzypkowie, pracowali na Łotewskiej Akademii Muzycznej oraz w Łotewskiej Operze Narodowej. Ukończył szkołę muzyczną, następnie przez dwa lata studiował prawo w szkole biznesowej Biznesa augstskola „Turība” w Rydze. W 2010 ukończył studia MBA w Robert Kennedy College w Zurychu, organizowane we współpracy z Uniwersytetem Walijskim. Rozpoczął w tym czasie pracę jako członek zarządu i kierownik regionalny firmy HansaWorld.
W 2011 był jednym z założycieli Partii Reform Zatlersa. Z jej ramienia wziął udział w wyborach parlamentarnych we wrześniu 2011. W sierpniu 2011 został kandydatem Partii Reform Zatlersa na urząd premiera. 17 października 2011 na krótko objął mandat poselski, następnie został ministrem ochrony środowiska i rozwoju regionalnego w trzecim rządzie Valdisa Dombrovskisa. 5 września 2013 podał się do dymisji z zajmowanego stanowiska, która została przyjęta przez premiera. Kierował resortem do 1 grudnia 2013. Po odejściu z rządu zrezygnował także z zasiadania w Sejmie, zajął się działalnością biznesową.